# Bengt Nordenberg

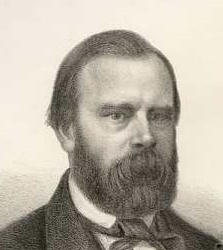
Bengt Nordenberg

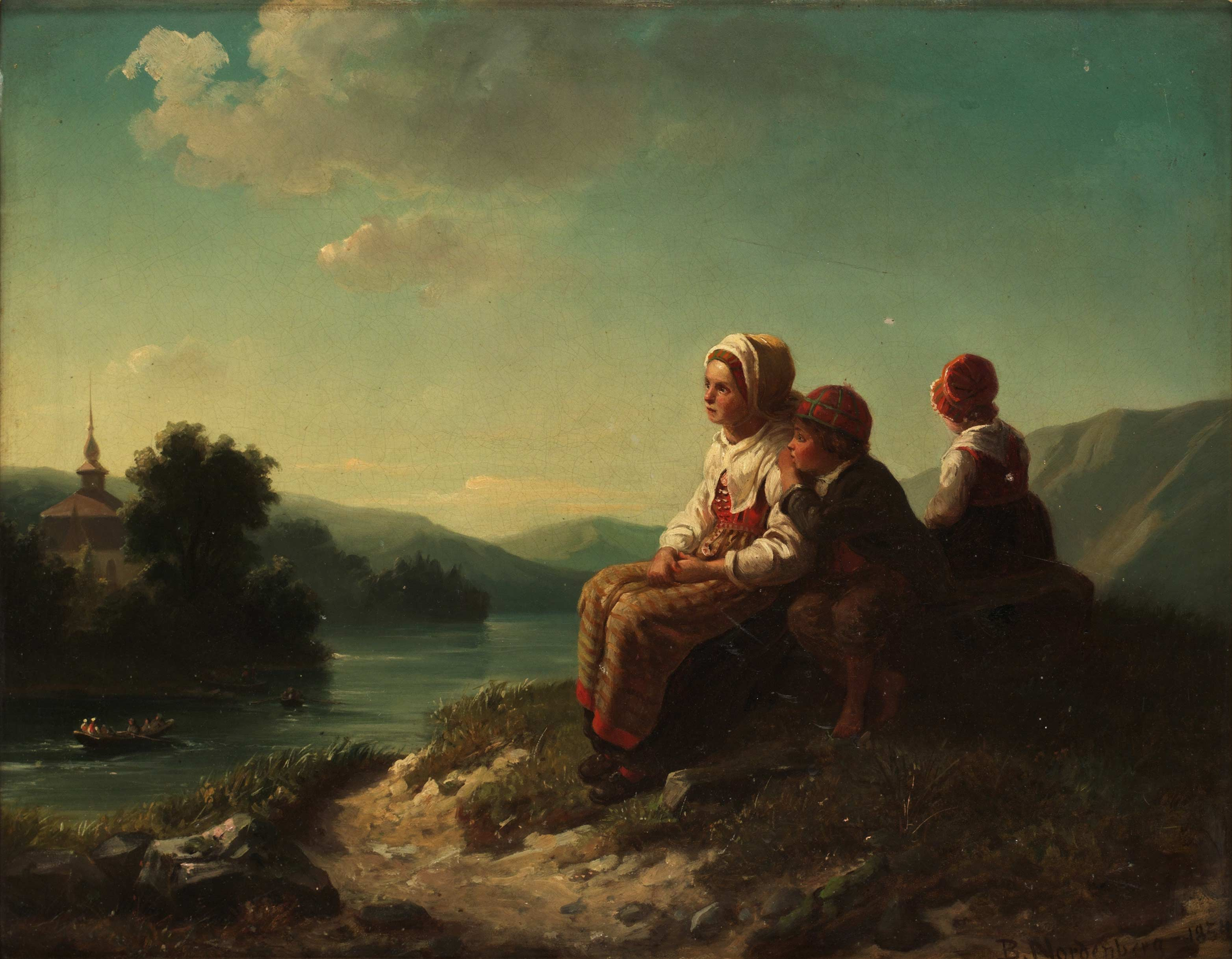
Überfahrt zur Kirche, Dalarna, 1854

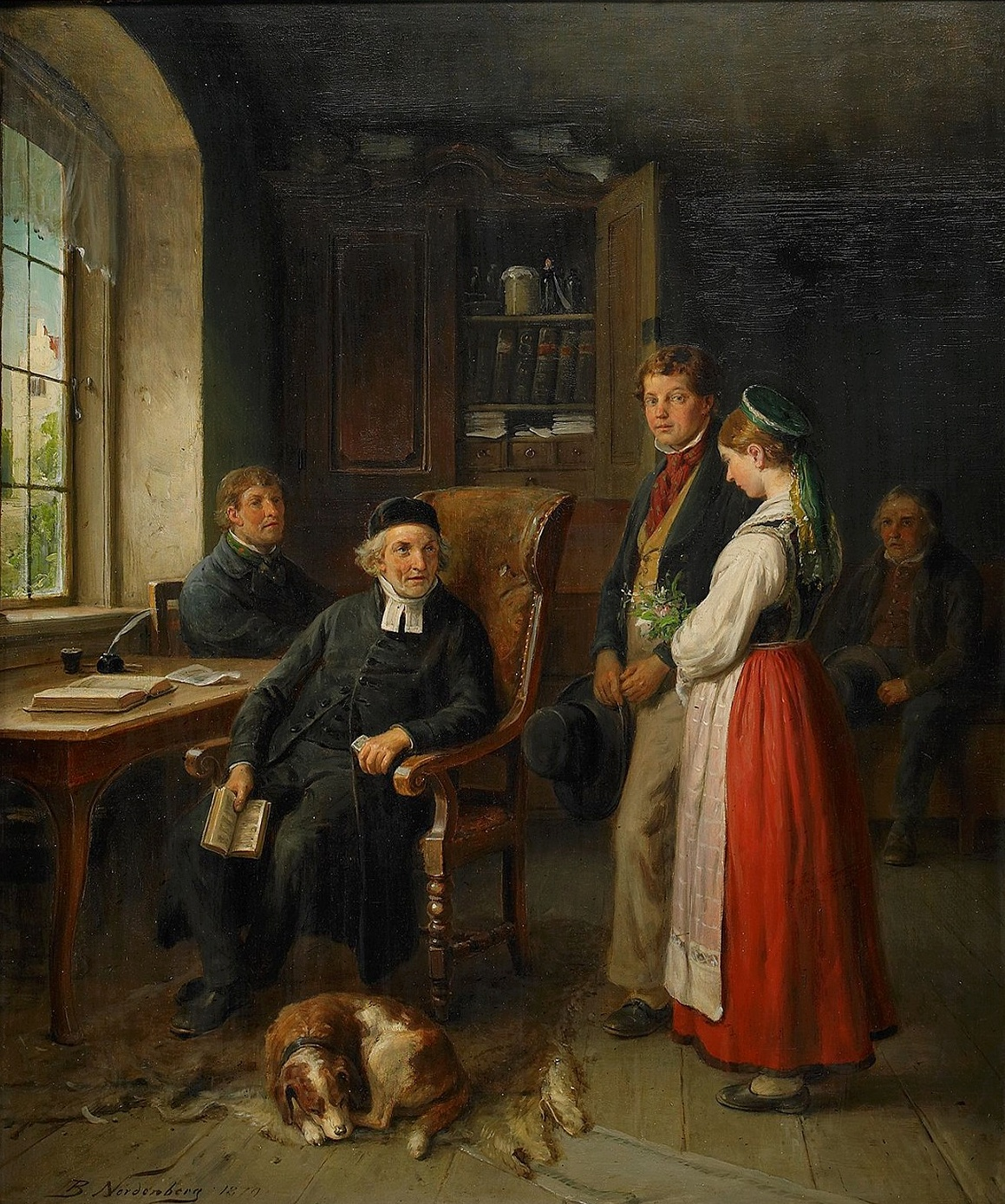
Vor der Hochzeit (Das Aufgebot), 1870

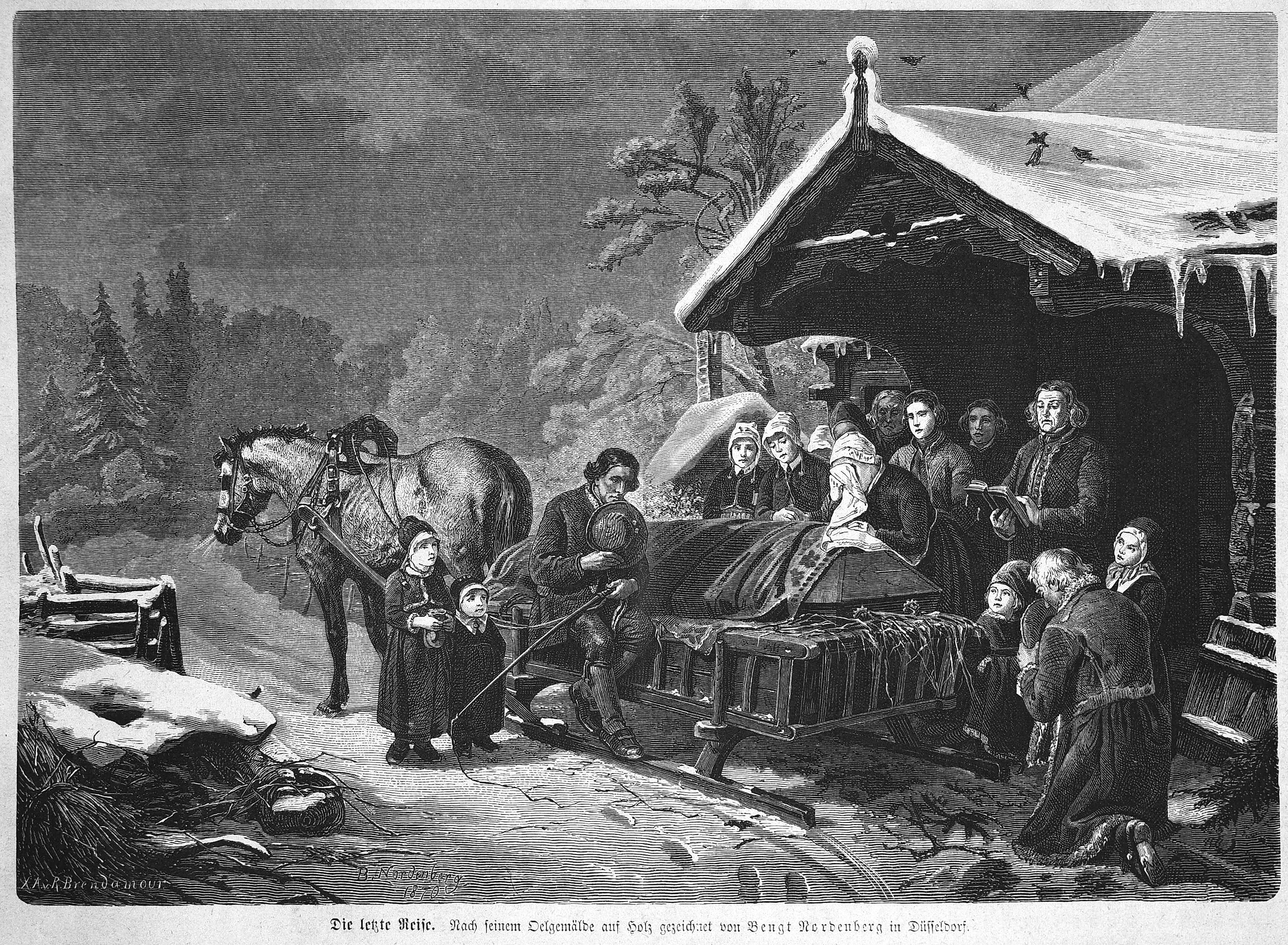
Die letzte Reise, 1870, Holzstich (nach dem gleichnamigen Ölgemälde) in der Zeitschrift Die Gartenlaube, 1871

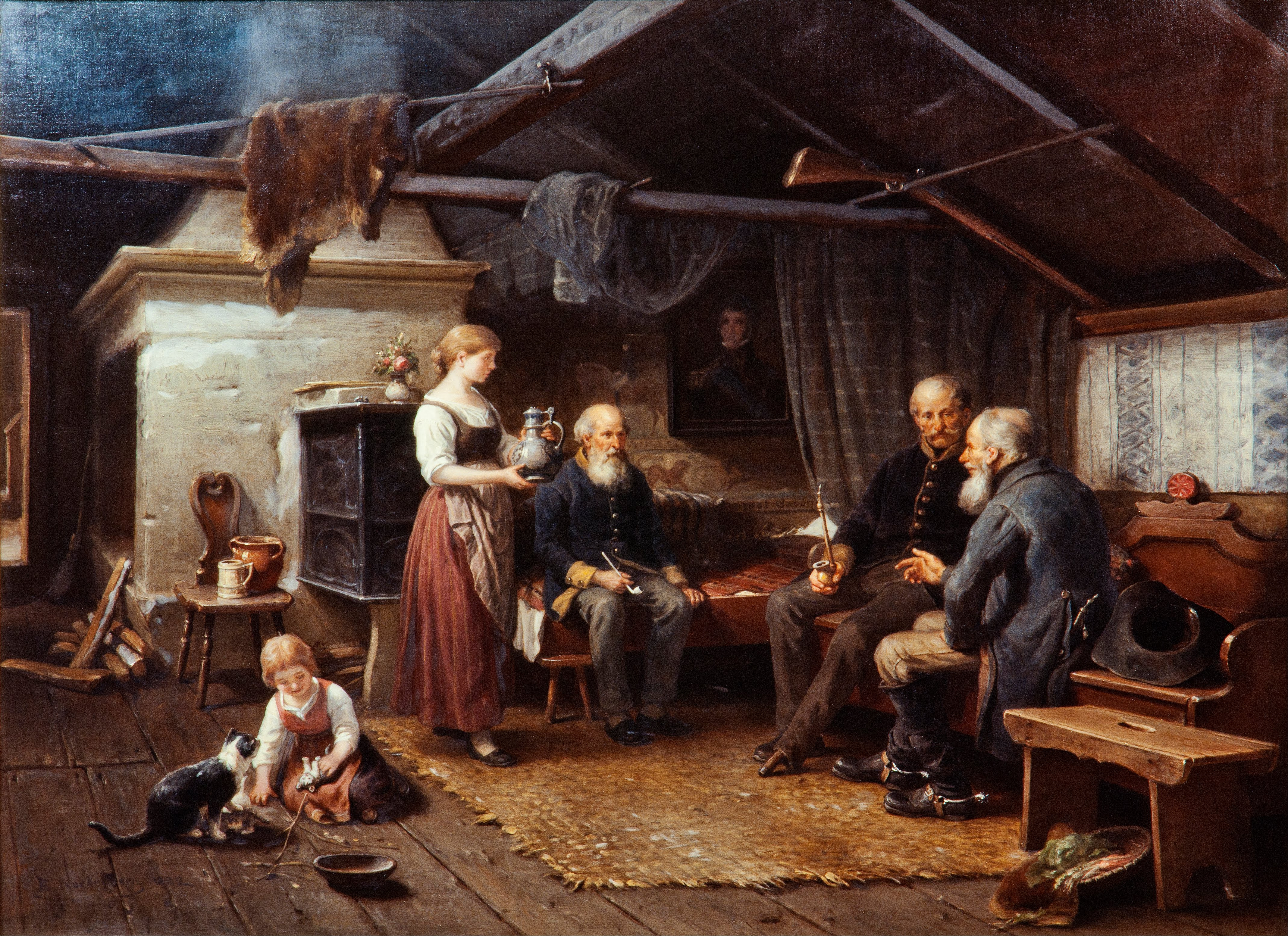
Die Veteranen, 1882

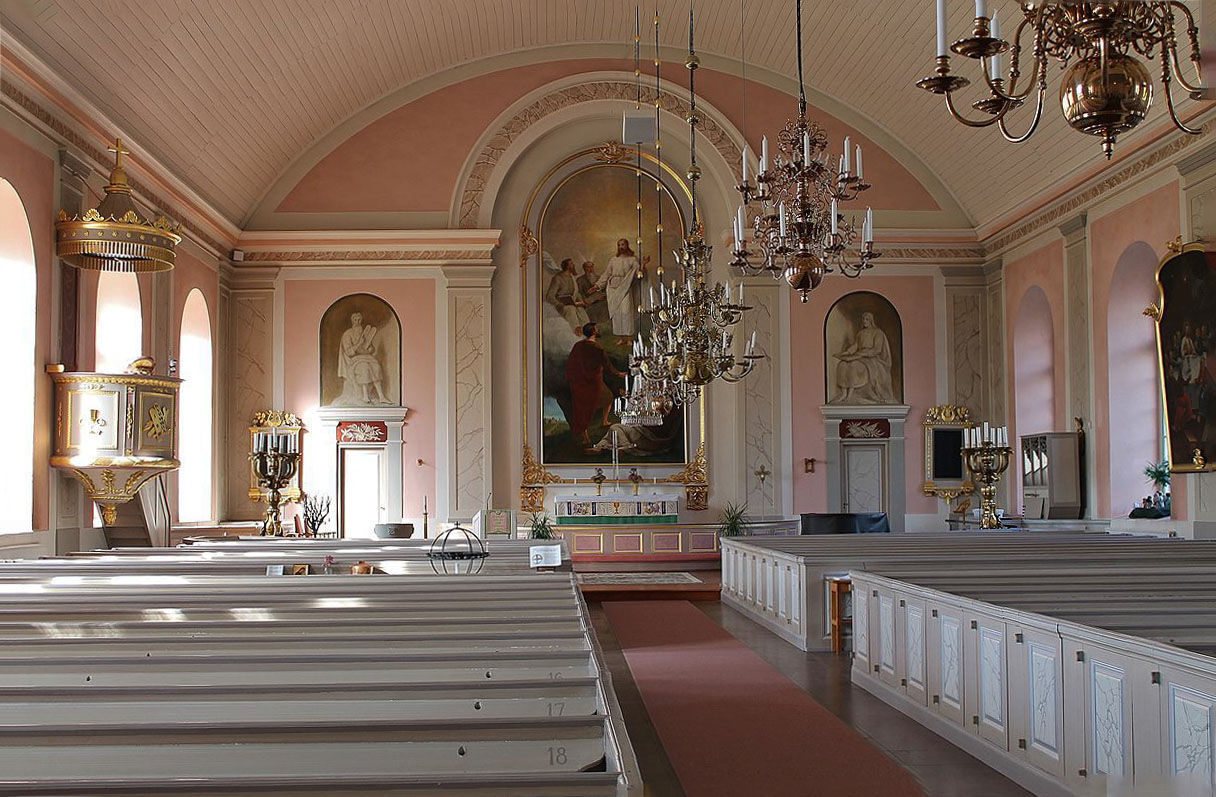
Altarbild Christi Verklärung in der Kirche von Tingsås, flankiert durch zwei Grisaillen, die Moses und Johannes den Täufer darstellen, 1885

Bengt Nordenberg, auch Benedict Nordenberg (* 22. April 1822 in Jämshög, Blekinge; † 18. Dezember 1902 in Düsseldorf), war ein schwedischer Genremaler der Düsseldorfer Schule.

## Leben
Nordenberg wurde 1822 als Sohn des Pächters Per Jönsson Nord (1785–1854) und seiner Frau Sissa Bengtsdotter im südschwedischen Ort Jämshög geboren. Obwohl die kinderreiche Familie arm war, Nordenberg hatte neun Geschwister, schickte ihn sein Vater nach Karlshamn auf die Schule. Nordenberg, der gerne las und früh zu zeichnen begann, hatte im Alter von zwölf Jahren Gelegenheit, beim Maler Brodin in Sölvesborg in die Lehre zu gehen. 19-jährig wurde er dessen Geselle. 21-jährig schrieb er sich in der Kunstakademie Stockholm ein, doch musste er mangels Geldes wieder heimkehren und arbeiten gehen. 1846 begann er an der Stockholmer Akademie erneut mit dem Malereistudium. Seine bald darauf ausgestellten ersten Gemälde wurden mit fünf silbernen Medaillen bedacht.
1851 reiste er nach Düsseldorf, wo er im Oktober eintraf, um an der dortigen Kunstakademie weiter zu studieren. Im Vorjahr hatte sich mit Carl d’Unker der erste Schwede dort eingeschrieben. Bis etwa 1854 studierte Nordenberg an der Düsseldorfer Akademie bei Theodor Hildebrandt, unterbrochen durch kurze Reisen nach Schweden. Ein weiterer schwedischer Schüler Hildebrandts in dieser Zeit war Kilian Zoll, mit dem Nordenberg befreundet war. Auch Marcus Larson studierte in dieser Zeit in Düsseldorf. Weitere Impulse erhielt Nordenberg bei seiner Arbeit im Atelier des freischaffend tätigen norwegischen Genremalers Adolph Tidemand, der sein künstlerisches Vorbild wurde. Jener hatte bereits Ende der 1830er Jahre damit begonnen, romantische und ethnografische Motive des skandinavischen Volkslebens darzustellen. Zusammen mit Hans Fredrik Gude galt Nordenbergs „Meister“ seit den 1840er Jahren als herausragender Maler der norwegischen Nationalromantik.
1855 heiratete Nordenberg in Lekaryd die Schwedin Nanny Maria Charlotta Sutthof (1831–1905). 1856 erhielt Nordenberg ein Reisestipendium des schwedischen Staats, das es ihm ermöglichte, für anderthalb Jahre bei Thomas Couture in Paris zu studieren. Nach einer kurzen Rückkehr an den Rhein reiste er im Herbst 1858 nach Rom. Bald kehrte er aber wieder nach Düsseldorf zurück, wo er bis zu seinem Tod im Jahre 1902 als freischaffender Maler lebte.
Von 1856 bis 1889 war er Mitglied des Düsseldorfer Künstlervereins Malkasten. Privatunterricht gab Nordenberg ab 1856 dem Schweden Peter Eskilsson (1820–1872), ab 1877 der Schwedin Augusta Jensen (1858–1936) sowie ab 1873 seinem Neffen Henrik Nordenberg (1857–1928), der wie er selbst bis zu seinem Tode als freischaffender Maler in Düsseldorf wohnte. Ehrungen durch Medaillen erzielte Nordenberg in Stockholm (1845, 1847 und 1848), Lyon (1866) und London (1879). Beim Salon de Paris des Jahres 1864 fand er eine lobende Erwähnung, ebenso in der Wiener Weltausstellung 1873. 1872 wurde ihm der Wasaorden verliehen. Porträts Nordenbergs schufen 1859 Wilhelmina Lagerholm und 1886 Karl Barthold Lindahl, Ehemann seiner Tochter Elna.

## Werk (Auswahl)
Der Schwerpunkt von Nordenbergs Schaffen lag in der Genremalerei. Sein bevorzugtes Sujet war das Leben der Landbevölkerung in den schwedischen Provinzen Blekinge, Dalarna und Schonen, das er mit den Techniken und Ikonografie der Düsseldorfer Malerschule darstellte. Nordenberg schuf aber auch Porträts und  Illustrationen, ferner sakrale Bilder, etwa für die Kirchen von Asarum, Gårdsby, Jällundtofta, Kungsbacka, Kyrkhult, Öljehults, Pjätteryd, Stenbrohult, Tingsås und Unnaryd.
- Hausandacht der Bauern in Blekinge, 1852[9]
- Überfahrt zur Kirche, Dalarna (Kyrkrodd, Dalarna), 1854
- Abendmahl in einer (schwedischen) Landkirche, 1856
- Ablieferung des Zehnten in Schonen (Tiondemöte i skåne), 1865
- Vor der Hochzeit (Das Aufgebot), 1870
- Hochzeit in Värend, 1873
- Freiluftmaler (Frilufts Målaren), 1881[10]
- Die Veteranen, 1882
- Sonntagmorgen in Blekinge, 1883[11]
- Rettung nach dem Schiffbruch (Sjöräddning av skeppsbrutna), 1883
- Christi Verklärung, Altarbild, 1885